# セルダーニャ (セヴラック)

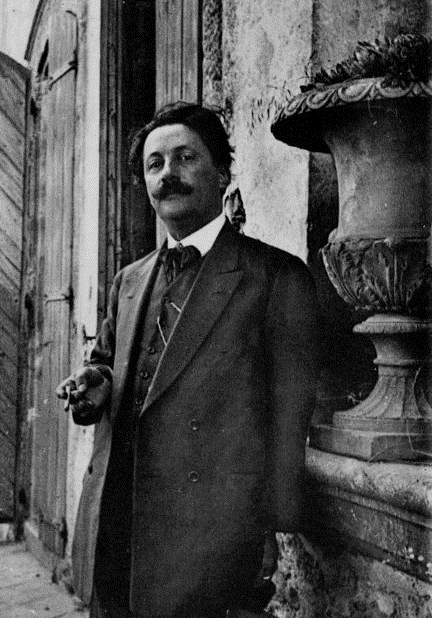
デオダ・ド・セヴラック

『セルダーニャ』（スペイン語: Cerdaña）は、デオダ・ド・セヴラックが1908年から1911年にかけて作曲したピアノ独奏のための組曲で、《5つの絵画的練習曲》と言う副題を持っている。

## 概要
セルダーニャとはピレネー山脈東部にあるフランスとスペインの国境に跨る地域で、セヴラックはこの地方の郷土色を生かしている。本作はカタロニア地方セルダーニャの農民の生活のスケッチであると言う点でイサーク・アルベニスの作品と類似点がある。
セヴラックは本作でアルベニスやムソルグスキーの情景の具体的な描写の場合は描写的なロマン主義的手法を用い、雰囲気を醸し出すような場合にはドビュッシーとの結びつきを示すような手法を使っており、二つの作曲スタイルを上手く使い分けている。
流動的で密度の高い書法で書かれたこの極めて美しい曲は、民族性偏重にも民謡的な主題の衒学的な扱いにも陥りことなく、見事に〈郷土の音楽〉になっている。不当にもなおざりにされてきたこの音楽を生き返らせようとしたピアニスト、ジャン＝ジョエル・バルビエが述べているようにこれは〈根の無い印象主義〉に依存した〈地方色の音楽〉ではなく、〈大地の歌〉であり、野外の光とリズムの芸術なのだ。そこでは騾馬弾きの律動、村の鐘、聖歌、サルダナ舞踏などといったこの地方の特徴的な音が〈混ぜ合わされた透明さ〉の中に拡散し、移し置かれ、混ざり合うのである。
第一曲のみピアニストのイヴ・ナットに献呈されたが、他は友人たちに献呈されている。楽譜は1911年にミュチュエル社（Edition Mutuelle）から出版された。
1911年4月11日に自由美学劇場にて、第1、2、3、5曲がブランシュ・セルヴァによって初演された。同年6月8日に国民音楽協会にて第4曲がアルフレッド・コルトーによって初演された。
なお、珠玉の作である『日向で水浴する女たち』は当初、本作に組み込まれる予定であったが、最終的には単独の楽曲として発表された。

## 演奏時間
約35分

## 楽曲
5つの曲で構成されている。
第1曲  二輪馬車にて〜(セルダーニュへの到着) モルト・カンタービレ、拍子記号なし　En Tartane（L'arrivée en Cerdagne）
タルタンとはカタロニア語で驢馬弾きの二輪馬車のこと。〈山の呼び声〉を表す導入部に始まり、モルト・アレグロの8分の6拍子の主部となる。ギターの音形を模した伴奏を持つ旋律が現れる。やがて速度はレントに変わり、情熱的なメロディが歌われ、〈山の呼び声〉に戻り、終結する。
第2曲  祭〜(ピュイセルダの思い出) レント、拍子記号なし　Les Fêtes (Souvenir de Puigcerda)
オクターヴ奏法による異国的な導入に続き、五音音階によるアレグレット、4分の２拍子となる。〈素晴らしい出会い〉と付記された旋律、〈騎馬憲兵〉と記された信号ラッパ風の旋律、〈親愛なるアルベニスとの出会い〉と書かれたマラゲーニャ風の旋律が奏される。
第3曲  吟遊詩人と落ち穂拾いの女(フォンロムーへの巡礼の思い出) デチーゾ・エ・ジョコーゾ　Menetriers et Glaneuses (Souvenir d’un pelerinage a Font-Romeu)
逞しい農夫を表すような旋律が細かい音形と共に奏される。これに対しコラール風の旋律が配される。終結部では〈山の呼び声〉が聞こえて来る。 
第4曲  リヴィアのキリスト像の前の騾馬引きたち」(哀歌) アダージェット、4分の3拍子　Les Muletiers devant le Christ de Llivia (Complainte)
貧しい騾馬引きたちがキリスト像の前で何かを訴えている。オクターヴ奏法の切々たる旋律に始まる甘く哀しい楽章。
この曲はリヴィアの町にあるキリスト像が作曲家に与えた霊感を基に作曲されたもので、哀愁の籠った旋律は受難節の晩課で歌われるグレゴリオ聖歌に基づくものである。
第5曲  騾馬引きたちの帰還　アレグロ、16分の12拍子　Le Retour des Muletiers
規則的なリズムの上にやや神経質な旋律が現れ、〈セルダーニュへの到着〉の情熱的な旋律が綴り合わされる。終結部はあっさりと終わる。